# Morinda wallichii
Morinda wallichii är en måreväxtart som beskrevs av Wilhelm Sulpiz Kurz. Morinda wallichii ingår i släktet Morinda och familjen måreväxter. Inga underarter finns listade i Catalogue of Life.